# Зрманя-Врело
Зрманя-Врело (хорв. Zrmanja Vrelo) — населений пункт у Хорватії, у Задарській жупанії у складі громади Грачаць.

## Населення
Населення за даними перепису 2011 року становило 28 осіб.
Динаміка чисельності населення поселення:

## Клімат
Середня річна температура становить 11,41 °C, середня максимальна – 25,48 °C, а середня мінімальна – -4,48 °C. Середня річна кількість опадів – 1014 мм.
| Клімат поселення                              | Клімат поселення | Клімат поселення | Клімат поселення | Клімат поселення | Клімат поселення | Клімат поселення | Клімат поселення | Клімат поселення | Клімат поселення | Клімат поселення | Клімат поселення | Клімат поселення | Клімат поселення |
| Показник                                      | Січ.             | Лют.             | Бер.             | Квіт.            | Трав.            | Черв.            | Лип.             | Серп.            | Вер.             | Жовт.            | Лист.            | Груд.            |                  |
| Середній максимум, °C                         | 8,33             | 9,47             | 12,94            | 16,81            | 21,39            | 25,14            | 25,43            | 25,48            | 21,24            | 16,78            | 11,39            | 7,92             |                  |
| Середня температура, °C                       | 1,94             | 3,06             | 6,53             | 10,41            | 14,98            | 18,73            | 20,92            | 20,97            | 16,74            | 12,28            | 6,89             | 3,41             |                  |
| Середній мінімум, °C                          | −4,48            | −3,35            | 0,14             | 4,00             | 8,58             | 12,33            | 16,42            | 16,48            | 12,24            | 7,76             | 2,36             | −1,08            |                  |
| Норма опадів, мм                              | 78               | 75               | 81               | 88               | 76               | 76               | 53               | 64               | 96               | 106              | 121              | 100              |                  |
| Середньомісячна швидкість вітру, м/с          | 1.59             | 1.78             | 2.06             | 2.06             | 1.86             | 1.64             | 1.64             | 1.50             | 1.55             | 1.58             | 1.78             | 1.79             |                  |
| Середньомісячна сонячна радіація, кДж/м²·день | 5062             | 7672             | 11314            | 15910            | 19891            | 22145            | 24149            | 20892            | 15451            | 9956             | 5488             | 4286             |                  |
| --------------------------------------------- | ---------------- | ---------------- | ---------------- | ---------------- | ---------------- | ---------------- | ---------------- | ---------------- | ---------------- | ---------------- | ---------------- | ---------------- | ---------------- |
| Джерело:                                      |                  |                  |                  |                  |                  |                  |                  |                  |                  |                  |                  |                  |                  |